# Tibetanska buddhismens skriftkanon

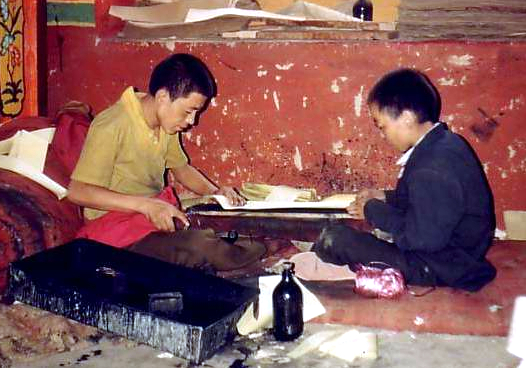
Unga munkar trycker buddhistiska skrifter på träblock. Seraklostret, Tibet, 1993.

Den tibetanska buddhismens skriftkanon innehåller över 5000 olika texter. Samlingen är uppdelad i två delar: Kangyur (Wyl.:  bka’ ’gyur) och Tengyur (Wyl.: bstan ’gyur). Kangyur innehåller skrifter som tillskrivs Shakyamuni Buddha och andra buddhor, medan Tengyur innehåller kommenterande verk.
Buddhistiska skrifter översattes till tibetanska under främst två perioder: från 700-talet fram till 842, samt mellan slutet av 900-talet och 1300-talet. Kategorisering av dessa översättningar skedde tidigt, men det var först runt slutet av 1300-talet och in på 1400-talet som skrifterna kategoriserades som Kangyur och Tengyur. Den första gången som skrifterna publicerades som Kangyur och Tengyur var under denna tidsperiod, vid Nartangklostret.
Narthangversionen av Kangyur innehåller bland annat vinayatexter, över 200 mahayanasutror och över 300 tantriska sutror. En version av Tengyur från Peking innehåller bland annat prisande hymner, kommentarer till de tantriska skrifterna i kangyur, kommentarer på andra sutror i kangyur, skrifter om madhyamika, skrifter om yogacara, abhidharma och teaterpjäser.
Utöver denna skriftkanon, accepterar den tibetanska inriktningen nyingma ett flertal andra texter, som samlas i nyingmas samling tantror.

## Kangyur
Den ursprungliga Narthangversionen av Kangyur finns inte kvar; den tidigaste versionen som finns bevarad är från 1600-talet. Spridningen och utvecklingen av Kangyur är dock mångfacetterad och spretig. Dess utveckling delades huvudsakligen på två led. Den ena kallas Tshal-pa, benämnd efter Tshal-gung-thangklostret i dBus. Mellan år 1347 och 1351 sammanställdes här en version av Kangyur som sedan spred sig vidare och ändrades gradvis. Den andra ledet kallas Them-spangs-ma, vars ursprung var en version av Kangyur som sammanställdes omkring 1431. Det förstnämnda ledet inkluderade ett antal äldre tantriska skrifter som den sistnämnda inte inkluderade. 
Av alla de versioner av Kangyur som hittats kan dock inte alla kategoriseras in i någon av dessa två led. Vissa delar drag från båda leden, medan andra har inslag som inte kommer från någondera. Textkollektionen spred sig och flera lokala variationer uppstod.

### Källhänvisningar
- Halkias, Georgios (2013) (på engelska). Luminous Bliss: A Religious History of Pure Land Literature in Tibet : with an Annotated English Translation and Critical Analysis of the Orgyan-gling Gold Manuscript of the Short Sukhavativyuha-sutra. University of Hawaiʻi Press. sid. 4. ISBN 9780824835903

|  | Buddhism-portalen |